# معركة سان لورينزو
معركة سان لورينزو (بالإنجليزية: Battle of San Lorenzo)‏ نشبت في 3 فبراير 1813 في سان لورينزو، الأرجنتين، التي كانت جزءا من المقاطعات المتحدة من ريو دي لا بلاتا. هزمت قوة الملكيين الاسبانية تحت قيادة أنطونيو زابالا من قبل فوج من الخيالة الغرناد، تحت قيادة خوسيه دي سان مارتين. وكانت هذه المعركة معمودية النار لهذه الوحدة العسكرية، وسان مارتين في حروب الاستقلال الإسبانية الأمريكية. كانت مونتيفيديو، معقل الملكى خلال حرب الاستقلال الأرجنتينية، تحت الحصار من قبل خوسيه جرفاسيو أرتيجاس. تلك الموجودة في مدينة داهمت المراكز السكانية على طول الأنهار القريبة لالإمدادات.